# Eleanor Simmonds
Eleanor „Ellie“ Mary Simmonds, OBE (* 11. November 1994 in Walsall, Großbritannien) ist eine englische, paralympische Schwimmerin, die mehrere Goldmedaillen bei Paralympischen Spielen sowie weitere Erfolge bei internationalen Meisterschaften erlangte. Sie kam mit Achondroplasie auf die Welt, einer genetisch bedingten Form des Kleinwuchses.
International bekannt wurde Simmonds durch ihre Teilnahme bei den Sommer-Paralympics 2008 in Peking, bei denen sie mit 13 Jahren als jüngste Teilnehmerin ihres Teams zwei Goldmedaillen gewann. Bei den Sommer-Paralympics 2012 in London trat sie erneut an und gewann wieder zwei Goldmedaillen, zudem stellte sie den Weltrekord im 400-Meter-Freistil auf. Simmonds wurde zum Neujahr 2013 für ihre Verdienste um den paralympischen Sport als Officer of the Most Excellent Order of the British Empire (OBE) in den Order of the British Empire aufgenommen.

## Leben
Eleanor Mary Simmonds wurde in Walsall in England geboren und wuchs in Aldridge auf, wo sie die Aldridge Primary School besuchte. Später wechselte sie auf die Olchfa School in Swansea. Mit fünf Jahren begann Simmonds mit dem Schwimmen und schwamm im Boldmere Swimming Club in Sutton Coldfield, trainiert durch Ashley Cox. Mit elf Jahren zog sie mit ihrer Mutter nach Swansea und führte dort das Training weiter.

### Erfolge bei den Paralympics
Eleanor Simmonds nahm erstmals im Jahr 2008 an den Sommer-Paralympics 2008 in Peking teil, wo sie in den Wettbewerben 100 Meter Freistil S6 und 400 Meter Freistil S6 zwei Goldmedaillen gewann. Sie nahm neben den Freistilwettbewerben auch an den Wettbewerben 50 Meter Schmetterling und 200 Meter Lagenschwimmen teil.
Bei den Sommer-Paralympics 2012 in London gewann sie erneut zwei Goldmedaillen, diesmal in den Wettbewerben 400 Meter Freistil S6 und 200 Meter Freistil S6, sowie zusätzlich eine Silbermedaille im Wettbewerb 100 Meter Freistil S6 und eine Bronze-Medaille im Wettbewerb 50 Meter Freistil S6. Zusätzlich stellte sie den Weltrekord im 400-Meter-Freistil auf.

### Weitere Erfolge
Neben den nationalen Erfolgen und der Teilnahme und den Erfolgen bei den Paralympischen Spielen ist Eleanor Simmonds erfolgreiche Schwimmerin bei den IPC Swimming World Championships, den IPC European Championships und dem Paralympic World Cup und konnte zahlreiche Medaillen gewinnen.
2008 wurde sie mit dem Preis BBC Young Sports Personality of the Year ausgezeichnet.